# Санта-Мария-дель-Суффраджо (Л’Акуила)
Церковь Санта Мария дель Суффраджо (итал. Chiesa di Santa Maria del Suffragio), или Церковь Святых Душ (итал. Chiesa delle Anime Sante) — церковь в архиепархии Л’Акуилы Римско-католической церкви в городе Л'Акуила, в провинции Л’Акуила, в регионе Абруццо, в Италии.
Храм построен в XVIII веке. Вместе с собором Святых Георгия и Максима делит пространство Соборной площади (Пьяцца дель Дуомо) в Л’Акуиле. Сильно пострадал во время землетрясения 2009 года. Ведутся реставрационные работы. С 2010 года в храм был открыт частичный доступ.

## История
Церковь была построена как место пребывания братства Пресвятой Девы Марии Помощницы (Санта Мария дель Суффраджо), или суффражистов. До XVII века братство собиралось в небольшом оратории Святого Иосифа Минима, недалеко от Соборной площади. Во время землетрясения 1703 года ораторию был нанесен значительный ущерб, поэтому было решено построить новое здание в стиле барокко.
Архиепископ Л’Акуилы 30 сентября 1708 года благословил строительство новой церкви на месте временного пребывания братства в деревянном здании на Соборной площади. Против этого выступил клир Собора Святого Георгия и Максима и Церкви Святого Власия из Амитерно, боявшийся, что их храмы после возведения новой церкви утратят статус соборных.
10 октября 1713 года была подготовлена территория под строительство храма, само строительство началось 9 апреля 1715 года группой во главе с архитектором Карло Буратти из Рима, ученика Карло Фонтана. Возведение церкви было завершено (без нынешних фасада и купола) за четыре года, и в декабре 1719 года церковь была открыта для прихожан.
Во второй половине XVIII века были проведены работы по внутреннему благоустройству храма. В 1753 году в капелле слева от главного алтаря был установлен алтарь работы Орацио Антонио Буччи и Джованни Пирри. В 1755 году облицовочным камнем были покрыты пилястры и стены капелл. Фасад вогнутый, напоминает фасады церквей Святого Марцелла и Святой Марии Магдалины в Риме. Построен между 1770 и 1775 годами Орацио Антонио Буччи по проекту Джанфранческо Леомпорри. Декоративное убранство фасада, в том числе статуи святого Георгия и святого Сикста, размещенные в верхних нишах, относится к 1772—1775 годам и принадлежит Филиппо Цуги.
В 1805 году возведение купола в стиле неоклассицизма работы Джузеппе Валадьера, согласно оригинальному замыслу Карло Буратти завершило строительство храма. В 1896 году фасад украсили две статуи, святого Антония Падуанского и святого Николая Толентинского в малых нижних нишах.
Храму был нанесён значительный урон во время землетрясения 6 апреля 2009 года: разрушен фасад и несущая стена, рухнул купол, повреждены пол и главный алтарь. Восстановление церкви началось сразу после землетрясения. 19 марта 2010 года была открыта для посетителей часть храма.

## Архитектура
Церковь расположена на южной стороне Соборной площади, напротив улицы Патини (Виа-Патини), которая ведёт на Дворцовую площадь (Пьяцца дель Палаццо) и в нескольких минутах ходьбы от Собора Святых Максима и Георгия.
Проект барочного фасада был разработан в 1769 году Джанфранческо Леомпорри и построен в следующие пять лет скульптором Орацио Антонио Буччи. К храму ведёт небольшая лестница, которая вместе с вогнутой центральной нишей образует паперть.
Высокий, по-барочному изогнутый фасад с раскрепованными антаблементами разделён горизонтально на два яруса, верхний завершается полусферической конхой (нишей), оформленной кессонами. В середине замкового камня содержится запись от 1755 года, сообщающая, когда был завершён фасад. Сдвоенные пилястры коринфского ордера делят фасад по вертикали на три части. В середине центрального портала работы Филиппо Цуги расположены фронтон со вставленным в него скелетом, символизирующим смерть, и следующая надпись: IUVETUR MORTUUS NON LACRYMIS, SED PRECIBUS, SUPPLICATIONIBUS, ET ELEMOSYNIS. S.CHRYS. (рус. Мёртвым не помогут слёзы, но молитва, прошение и милостыня).
Над порталом, во втором ярусе, находится прямоугольное окно, над которым помещён круглый каменный медальон с изображением Пресвятой Девы Марии Помощницы. В боковых регистрах имеются четыре ниши со статуями Святого Георгия и Святого Сикста (1772—1775) в верхней части и Святого Антония Падуанского и Святого Николая Толентинского (1896) в нижней. Над двойной группой статуй имеются два проёма с колоколом в каждом.
В плане храм представляет собой латинский крест, он имеет один неф, завершающийся прямоугольной апсидой. Центральное пространство средокрестия перекрыто куполом. Неф разделён пилястрами на три части. С обеих сторон находятся две боковые капеллы: первая слева в честь Святого Духа, в которой находится картина «Святой Антоний Падуанский» Теофило Патини.
В капеллах, расположенных в «рукавах» трансепта, находятся два мраморных алтаря 1701 года работы Франческо Феррадини и Персео Петрилли. Главный алтарь работы Франческо Бедескини.
В храме ранее находился старый орган, построенный Пачифико Инцолли в 1897 году, обрамленный богато украшенной резьбой. Орган был восстановлен между 2002 и 2005 годами, после землетрясения 2009 года, во избежание повреждений, он был снят с хоров над входом, где находился, и перенесён в другое место, ожидая завершения реконструкции, чтобы занять своё прежнее место в церкви.